# 2.5次元の誘惑
『2.5次元の誘惑』（にてんごじげんのリリサ）は、橋本悠による日本の漫画作品。略称は「にごリリ」。『少年ジャンプ+』（集英社）にて、2019年6月15日より連載中。
当初は毎週土曜日更新で新作が発表されていたが、作者の体調面への配慮から2022年4月30日以降は隔週土曜日更新となっている。なお、新作の更新がなされない週についても、翌週の新作の扉絵を兼ねた、主に読者からのリクエストによる1ページ（稀に2ページ）の書き下ろしイラストが掲載されている。

## 概要
2次元のキャラクター・リリエルに愛情を向ける男子高校生・奥村正宗と、リリエルのコスプレが好きな女子高校生・天乃リリサを描いたコスプレコメディ。
最初は「かわいい女の子を描く」というところから構想が始まり、橋本の好きな要素を詰め込んだ結果、コスプレイヤーのラブコメ漫画となった。当初は「1話完結でエロいことだけ」描くつもりで連載を始めたが、イベントの話を描いたあたりから読者の反応が劇的によくなったこともあり、「熱血青春コスプレマンガ」へと変化していった。また、一時期iOSで規制されたことに加え、橋本がコスプレイヤーについて真面目に描きたいと思うようになったことなどもあり、3巻前後から肌を露出するシーンは減っていった。
橋本はコスプレ描写について、コスプレイヤーの知り合いからアドバイスを受けているという。また、読者にストレスのかかる描写を避け、悪役は出さないようにしていると語っている。デジタル制作のため1人で全て描けることから、連載開始から3年近くが経過した2022年4月時点においてもアシスタントは使っていない。
なお、本作では1話で3次元を「リアル」、2次元を「フィクション」としており、2.5次元はその「あいだ」と表現されている。
『次にくるマンガ大賞2020』Webマンガ部門4位。総閲覧数は2022年3月時点で1.4億回、シリーズ累計発行部数は2024年2月時点で230万部をそれぞれ突破している。
2022年12月10日にテレビアニメ化が発表され、第1期は2024年7月から12月まで放送された（詳細は以下参照）。

## あらすじ
第1巻
ある高校の、たった一人しか部員がいない漫画研究（漫研）部部長・奥村正宗のもとに、新入生の天乃リリサが入部する。共に漫画のキャラクター「リリエル」が好きな二人は意気投合し、リリサの趣味であるコスプレ撮影を始める。そこに、奥村の幼馴染で現役人気モデルの橘美花莉が現れ、リリサと二人で併せ撮影を行う。

第2巻
その後、漫研部はリリサの目標である「リリエルコスのROM（CD-ROMでの写真集）」を出すべく、GWのコスプレイベントに参加。しかし、ジャケット写真のないROMは全く売れず、二人はせめてリリサのコスプレだけでも見てもらうとする。果たしてリリエルにコスプレしたリリサは、Maginoとオギノの二人にサポートされ、会場にいた多くのカメラマンから囲み撮影を受け、一定の成果を得る。その帰り、リリサは夏のコミックマーケット参加を決意する一方、目標だったコスプレイヤー・まゆらの引退を知る。

第3巻
イベント明け、奥村はオギノからコスプレ撮影の特訓を受けるが、漫研部の同好会降格を生徒会から通達される。このままでは部室がなくなってしまうため、生徒会長のアドバイスでまずは顧問探しを行なう。偶然にも、新任教師の羽生まゆりがまゆらであることを知った奥村は、紆余曲折の末、彼女に顧問になってもらう。次は実績づくりとして、近所の児童教室でコスプレしながらの朗読会を行うが、これは自分たちがやりたいことではないと報告するのをやめ、二人はコスプレイベント「横須賀コススト」への参加をレポートにすることを決める。だがそのイベントには、まゆらと同じコスプレイヤー四天王のひとり753も企業オファーを受けて参加していた。753からコスプレ理念を説かれたリリサは、コスプレへの自信を失ってしまう。

第4巻
イベントが始まり、撮影スペースに陣取った753は、あまりにも多くのカメラマンをくぎ付けにする。一方、リリサは更衣室で一部衣装を紛失し、753から言われたことも相まって、「自分にはコスプレをする資格がない」と言い出してしまう。奥村はリリサを説得しようとするが、リリサの考えは覆らない。仕方なく彼はリリサの衣装を探しに行くが、リリサは奥村を失望させてしまったと嘆く。そこに、こっそり二人の様子を見に来ていたまゆりが「ラスタロッテ」の姿で現れ、リリサを励ます。衣装を見つけて駆けつけた奥村からもエールを送られたリリサは、再びリリエルになるため立ち上がる。753に引き寄せられたカメラマンたちを帰らせまいと、まゆりは撮影スペースで753との一騎打ちを買って出る。やがて着替えを完了させたリリサも撮影スペースに到着し、持ち前のリリエル愛で多くのカメラマンを魅了する。プロとして活動していたことから多くの悪意に晒され、他のコスプレイヤーを受け入れられなくなっていた753であったが、コスプレを楽しむリリサの姿に、かつての自分の想いを取り戻す。

第5巻
イベント後、リリサと753もわだかまりを解消、友達となった。後日、まゆらはイベントのレポートを校長に提出するが、漫研を第三者による悪意から守るため、部存続は認めつつ活動内容は非公表となる。そして奥村は、生徒会長から「成人向け作品を持たない・作らない」というルールを言い渡され、部室にあった成人指定同人誌をすべて廃棄した。こうして部室騒動も一段落したある日、奥村とリリサはコスプレの素材ショップで、リリサと並んで注目された新人コスプレイヤー・NONOAと遭遇する。ノノアからイベントチラシを渡された二人は、これを果たし状と解釈し、イベント参加を決める。一方、ノノアはただリリサと友達になりたいが、不安ゆえ挙動不審になっていただけであった。イベントが始まり、顔を合わせる二人であるが、またも誤解させるような行動をしてしまい、その場を去るノノア。会場の片隅で落ち込む彼女に、奥村が声をかける。

第6巻
奥村の心遣いで、会話への恐怖心が和らいだノノアは、今度こそリリサと友達になろうと意を決する。リリサもまた、753の励ましを受け、仮にノノアに嫌われていたとしても、自分自身はノノアと仲良くなりたいという気持ちに従う。会場内で巡り合った二人は、言葉ではなく想いで、息の合った併せ撮影を実現させ、友達となる。後日、奥村、リリサ、ノノアは、撮影用スタジオで『リリエル外伝』の併せ撮影会を行なう。そこにアニメやコスプレに関する知識に乏しい新米コスプレイヤーの喜咲アリアが現れ、一緒に撮影したいと願い出る。奥村たちはアリアに協力し、彼女も徐々にアニメに詳しくなっていく。しかしある日、彼女が『ヴァルキリー戦線』という古い打ち切り漫画のコスプレをしていたことが発覚する。問いただされたアリアは、家を出て行った父親が『ヴァル戦』作者で、父親に今も自分が作品を好きであると伝えるため、有名なコスプレイヤーになりたいことを明かす。おりしも季節は夏、かねてから目標としていた夏コミが迫る。一同は、女性レイヤーが4人必要な『リリエル外伝 天使空挺隊編』併せをすることを検討し出した直後、モデル業が休みになった美花莉が部室に現れる。

第7巻
美花莉の協力で「天使空挺隊編」併せが実現可能となった一同は、衣装制作を開始する。その最中、アリアは母と祖母の会話を立ち聞き、父が亡くなっていると判断する。一時落ち込むアリアだが、リリサたちに励まされ、天国の父に届けるためコスプレをやり遂げると誓う。一方、違和感を抱いた奥村は独自に調査を行い、アリアの父・キサキヨウが、ペンネームを変えて『リリエル外伝』を連載中であると突き止める。アリアの父が生きており、そして奥村やリリサにとっても大事な存在であると知った一同は、遂に夏コミ当日を迎える。4人は衣装制作に時間を取られていたため、ポージングなどのクオリティでライバルの双子コスプレイヤー・レモン＆ライムに苦戦する。焦ったリリサは休憩も忘れてポーズを取り続けた結果、熱中症で倒れ、その日は帰宅する。帰途、なおも一人で抱え込もうとするリリサにノノアたち3人は「一人ではなく、みんなで一緒に」と返し、リリサは考えを改める。夕方、ポージング練習をした4人は翌日の夏コミ2日目で息の合ったポージングを披露し、多くのカメラマンを魅了する。彼らがSNS上にアップした写真を見たアリアの父は、アリエルに扮した少女が娘であることに気づき、原稿制作をアシスタントたちに任せ、一路夏コミ会場へ急ぐ。

第8巻
会場についたアリアの父は、娘を見つけるも、家族を捨てた負い目から何も言わずに立ち去る。その姿を見つけたアリアは、『ヴァル戦』のメリアに扮するため、奥村に父の引き留めを頼む。奥村はアリアの父に声をかけ、手を変え品を変え、彼をその場に繋ぎとめる。会話の中、話題は『ヴァル戦』に移り、アリアの父は打ち切りのトラウマから『ヴァル戦』を卑下する。そんな彼に奥村は、『ヴァル戦』が自身を幸せにしたのだと叫ぶ。思いがけない言葉に座り込むアリアの父に、メリアに扮したアリアが追い付き、アリアとメリア二人の想いとして「生んでくれてありがとう」と伝え、アリアの父も感謝の言葉で返した。翌日、一般参加者として夏コミに来た一同は、四天王の一角・淡雪エリカの囲み撮影を見て、そのクオリティに圧巻されるも、今後も四人でコスプレ活動を楽しむことを誓い合う。更に4日目（最終日）、奥村とリリサはアシュフォードとリリエルに扮し、夏コミを堪能する途中、小雨という海外からのリリエルレイヤーと知り合ったことをきっかけに、二人は互いへの想いが変わっていくのを感じる。そして時期は夏休み後半に移り、漫研部は夏合宿に（クラゲ発生で海水浴客がおらず、撮影に適した）海へ向かう。

第9巻
合宿で撮影をしていくうち、奥村はこれまで以上の写真を撮れないことに悩む。そんな中、奥村とリリサの仲の良さに嫉妬した美花莉は、リリサに、自分が奥村に恋していることを明かしてしまう。それを意図せず聞いてしまい、美花莉とどう接すればいいのかとパニックになる奥村を見つけたまゆりは、宿の部屋で話を聞く。奥村は幼いころに母親から捨てられた経験から、他者（特に女性）から自分に向けられる気持ちを考えないようにしていた。そんな奥村にまゆりは、自身や奥村の経験を踏まえ、三次元（リアル）の女性にも信じるに足る者がいること、そして奥村自身も他者から「思われる」に値するのだと説く。今まで目を背けていたものに立ち向かう勇気を持った奥村は、コスプレ撮影の技術を高める答えが「他者（被写体）から向けられる思い」にあると気づき、合宿最後の撮影に挑む。リリサもまた、奥村の提示したその答えと、美花莉の思いから、自身が奥村に向ける思いを自覚。二人はこれまで以上の写真を撮ることに成功した。そして新学期。文化祭を控えた漫研の部室に、生徒会長の瀧翠理と副会長の安部まりなが訪れる。まりなは奥村の幼馴染であり、告白するも拒まれた相手だった。二人が複雑な感情で言葉を交わし、そして別れたのも束の間、文化祭における生徒会の出し物がコスプレ喫茶に決定。翠理は、やるからには真剣第一にと、漫研に協力を仰ぐ。

第10巻
カフェで翠理ら生徒会役員と漫研の女性陣がコスプレしてダンスステージを披露することとなり、共同で作業を進めていく中、まりなが体調不良で学校を休む。彼女の家へ見舞いに行った奥村とリリサは、まりなが隠れオタクであったことを知る。教育ママである母親の期待に合わせて自らを「良き娘」「優秀な副会長」と偽り、嘘をついて生きてきたと自虐するまりなに対し、理由もなく人に優しくできるまりなだからこそ、好きになったと奥村は告げる。奥村の言葉に勇気をもらったまりなは、翠理や書記の龍造寺 虎治郎、漫研の面々に自分の趣味を明かし、本当の自分として舞台に立ちたいと宣言する。一同もこれに賛同し、準備は順調に進む。そして文化祭当日、カフェのセッティングは無事完了し、あとは文化祭が始まるのを待つばかりとなったとき、突然の地震でアクアリウム同好会の水槽が壊れるというトラブルが起こってしまう。彼らを放って出し物に出ることはできないというまりなのため、一同で事態収拾にあたる。やがてトラブルは解決したもののカフェのステージ開催予定時間は過ぎ、もう客はいないはずと落胆する一同だったが、参加予定がなかった美花莉がコスプレして接客していたことで、カフェは満席状態だった。この機を逃すまいと一同は衣装に着替え、ステージを開始。見に来ていたまりなの母親は娘の変貌に混乱し、目を背けようとするが、同行していたまりなの父親の言葉と、何より壇上で歌うまりなの姿に心を打たれ、自分の考えが間違っていたことに気付く。

第11巻
ステージも無事終了し、盛況で閉会した文化祭の最後、生徒会の任期を終えたまりなを、生徒全員が労う。隠れオタクであっても、同時にみんなから慕われる副会長でもあった娘を、まりなの母はそっと抱きしめ、二人は本音で分かり合う。そうして文化祭を終えた後日、まりなは漫研に入部。打ち上げのカラオケや、翠理とのコスプレ合わせなどを楽しんだ漫研一同は冬コミに向けて動き出すが、リリサの衣装制作モチベーションはダウン。夏コミ、文化祭とアウトプットばかりでインプット不足のリリサに、奥村たちは覇権コンテンツであるアプリゲーム「マジョ娘」を勧める。リリサも、「マジョ娘」のコス制作に意欲を感じ、冬コミは「マジョ娘」合わせで決定。しかし完璧な合わせをするには一人足りず、一同は現地で足りないキャラ「エリーゼ」のコスプレイヤーを探すことに。一方、コスプレ四天王の一人・星月 夜姫は、エリーゼコスで単独冬コミへ参戦することを決めていた。

第12巻
それぞれが着々と準備を進め、遂に迎えた冬コミ初日。753が企業ブースで「マジョ娘」タマのコスをする一方、夜姫はエリーゼコスで一般コスプレ会場に登場。一時は注目の的となった夜姫だが、Aグループ合わせのリリサたちが現れ、カメコたちの視線は一気に彼女たちに注がれる。だが、次第にエリーゼがいないことにカメコたちが惜しさを感じ、レモン＆ライムが「グリム」姉妹コスで現れ、状況は混沌と化していく。ここでは視線を集められないと判断して防災公園に移動した夜姫を追ったリリサたちだったが、今度は超レアキャラであるマジョリーナ・マジョルーナの完全覚醒衣装に身を包んだ753が現れる。制作に時間のかかる衣装を着ている、即ちこの世の誰よりも先にマジョマジョの完全覚醒をなしえた「愛」の塊である753にカメコたちを奪われ、一時は撤退を考えた夜姫だったが、唯一残ってくれた一人のカメコの希望にこたえるため、リリサたちに合わせを申し出る。

第13巻
合わせを通じて夜姫から作品への愛を感じるリリサだが、夜姫は過去のトラウマからそれを否定する。過去の行為、過ち、そこから得た他人からの悪評という「影」を背負い、それでも自分のスタイルを貫く夜姫に、リリサは今、自分が見ている夜姫こそが自分にとっての本当の夜姫だという。そんなリリサに「光」を感じた夜姫は、囲み撮影の締めとして、ともに「マジョ娘」のエリーゼが逝くシーンを再現。囲み撮影を終えた一同は最後に記念撮影をして冬コミを終える。リリサもまた、「マジョ娘」合わせを通じて、自分のためじゃなく誰かのためにコスプレをすることのモチベーションを感じ、新たなリリエルコスを作る展望を見出す。そして大晦日、初詣、コラボカフェと言った年末年始のイベントをつつながく終えた一同は、来たる女の子の一大イベント・バレンタインデーに向けて動き出すのだった。

第14巻
バレンタインデーの放課後、奥村は、まりなとの思い出の公園で彼女からチョコをもらう。「昔、奥村に告白されたときに、自分も好きと伝えられていたら、恋人同士になれていただろうか」と問うまりなに、だが奥村は何の感情も表すことができなかった。未だ奥村の心には、現実の女性を拒む、二次元と三次元の間の壁が潜んでいたのだ。それを痛感したまりなと、公園での一幕を見ていたリリサたちは、奥村の「壁」を壊すことを決意する。まりなはリリエルのコスに身を包み、奥村を呼び出す。父や母のように、人を不幸にしうるなら独りで生きていく、リリエルがいれば独りでも幸せになれるという奥村に対し、まりなは平手打ちとともに、たとえ誰かを傷つける「完璧じゃない」人間であっても、他者とお互いに「欠け」を埋め合えることができると説く。まりなの体を張った説得に「壁」を壊された奥村は、閉じ込めていた自分の感情を取り戻すことができた。半月後、まりなは学校を卒業するが、OG特別顧問として漫研に来るようになる。さらに1か月後、漫研一同は進級し、一年前にリリサが入部したように、新入生のために部員募集に向けて機運を高める。

第15巻
何人かの新入生が部室に訪れ、奥村たちの濃さにドン引きして入部を辞退する中、「オタクになりたい」という新入生・華 翼貴が入部を希望し、一同は彼女を迎え入れる。IT長者の娘・白人の母を持つハーフ・生まれながらのお嬢様である翼貴は多くのものを嗜んできたが、心から好きと言えるものがなく、人生を賭すだけのものを見つけたいと思っていた。そんな彼女に一同はあの手この手で漫画やアニメなどを見せ、翼貴はリリサによるリリエルのコスプレ写真に興味を示す。「天使空挺隊編」併せを披露され、更に興味を増した翼貴は、彼女たちが何が楽しくてコスプレするのかを知るために、自身もコスプレに挑むことを決意。一同は、かつて漫研の存続を左右したコスストにて翼貴のコスプレデビューを果たすことを決め、衣装作りに臨む。一方、753と夜姫は、コスストに参加するリリサたちを見に来る「ある人物」に備えるべく、四天王初の併せを実行することを決める。そして迎えたコススト当日、『リリエル外伝』のバキエルとなった翼貴を含めた5人は参加者の視線を集めるが、そこに同じく『リリエル外伝』の魔界幹部ナミエルとヨキエルのコスをした753・夜姫が現れ、5人に宣戦布告する。

第16巻
753・夜姫との相乗効果で撮影は盛り上がるが、翼貴は休憩に入ったまま、撮影の場へ戻ることを拒む。いくらコスプレを楽しもうと思っても、意味が見いだせない、生産性がない、現実逃避であるという声が頭を離れないという翼貴に、奥村は、そんな言葉は他の誰かがそれぞれの体験から紡いだ言葉であり、翼貴がコスプレをやる意味は翼貴自身が自由に決めていいと説く。そして、自分の行動を邪魔してくる周りの声や自分の固定観念を薙ぎ払う狂気を持ち、好きなものしか見えなくなるまで楽しむことができるかと発破をかけられ、撮影の場に舞い戻った翼貴は、自分を含めたこの場にいる誰も彼もが「愛」を持っていることに気づき、自分がとっくにオタクであることを認められたのだった。そうしてコスストを終え、中間テストやコラボイベント巡り、好きな漫画のアニメ化に関する談義を楽しむ中、リリサは当初の目的であったROM作りへ挑むが、翼貴からの「なぜROMを作るのか」という質問に答えられず、まゆりに相談を持ち掛ける。そんなリリサにまゆりが渡したのは、最後のコスプレイヤー四天王・淡雪エリカからの謎めいたメッセージだった。

第17巻
メッセージを辿ったリリサと奥村は、「淡雪エリカ」が現役コスプレイヤーの雪と元コスプレイヤーで衣装制作・撮影担当のエリカの2人組だと知り、驚愕する。リリサたちの悩みを知った雪とエリカは、それぞれコスプレイヤーとカメラマンとして、2人にアドバイスを送る。アドバイスを元に考え抜き、意見をぶつけ合ったリリサと奥村は、なぜ・どういうROMを作りたいのかの答えを得たうえで、漫研部一同とともに淡雪エリカのロケ撮影に同行。リリエルの新衣装で撮影に臨む2人だったが、自身の目標に対し、納得のいく写真が撮れず懊悩する。やがて2人は、かつて海合宿で得た経験を思い出し、一枚の写真を撮るが…。

## 登場人物
本名とコスプレイヤー（レイヤー）としての名前が登場している場合は、「本名 / コスプレイヤーとしての名前」と表記する。年齢・学年は初登場時のもの。
声の項はテレビアニメ版の声優。

### 主要人物
奥村正宗（おくむら まさむね）
声 - 榎木淳弥
本作の主人公。とある高校に通う男子生徒で、初登場時は高校2年生。漫画研究部部長。
母は蒸発し、姉に疎まれるなどの過去のトラウマから「3次元の女に興味はない」と言い、リリエルに熱中する。リリサの入部後は、彼女の趣味であるコスプレ撮影の仲間として、撮影技術を学び始める。
リリサに対しては恋愛感情に似たものを感じているが、信条から「性的な目で見ない」と約束したこともあり、あくまでオタク仲間としての友情と尊敬の念であると己に言い聞かせている。ただ、周囲からは、リリサとの二人の様子は恋人同士のそれであると思われている。
スポーツはしていないが陰で体を鍛えており、見た目とは裏腹に体は細いながらも腹部にシックスパックができているほどの筋肉質な体形をしている。
天乃リリサ（あまの リリサ）
声 - 前田佳織里
奥村と同じ学校に通う、彼の一学年下の女子生徒。初登場時は高校1年生。リリエルのコスプレイヤー。
リリエルコスプレのROMを作ることが目標。コスプレ用の名義はなく、またSNSもやっていないため、コスプレ界隈ではリリエルと呼ばれる。成人向け表現についても大好き。
奥村に対しては、当初はあくまでオタク仲間としての友情と尊敬の念だという気持ちで恋愛感情を抱いていたが、のち本当に奥村を愛していると自覚する。そして自身が目指す「究極のROM作り」のため淡雪エリカのロケ撮影に同行した際に、撮影を前に奥村に告白した。
橘美花莉（たちばな みかり）
声 - 鬼頭明里
奥村と同じ学校に通う、彼の一学年下の女子生徒。初登場時は高校1年生。リリサのクラスメイト。テレビにも出演するほどの現役人気モデルで、愛称はみかリン。顔面が天才。
過去に髪の毛の癖が原因で虐められていたが、奥村に助けられた過去を持つ。以来10年以上もの間、奥村に好意を寄せる。
リリサのコスプレ仲間の中では常識人の方だが、奥村に対しては事あるごとにアプローチをする、彼の発言に一喜一憂し最初は反対したキャラのコスプレも彼が賛同したら真っ先に受け入れる等彼が絡むと暴走気味の行動を執る事がある。
乃愛（のあ） / NONOA（ノノア）
声 - 鈴代紗弓
奥村と別の学校に通う女子。初登場時は高校1年生。リリサとともに、まゆらが抜けた後の次期四天王と目される新人コスプレイヤー。ゲーム『シンデレラ☆スター』のクーリアに扮し、新人レイヤーとして注目を集めた。アリアからは「ののぴ」と呼ばれる。好物はオムライス。
過去のトラウマから、極度のコミュ障で、初対面の人間とはまともに話せず、睨んでいるような表情になってしまうこともある。そのため、コスプレしているときは常にクールな無表情になり、それがクーリアのキャラと相まって評価される。
物語が進むにつれて、コスプレ以外ではデフォルメされて描かれることが多くなる。色恋沙汰にはかなり鈍感でリリサ、美花莉、アリアが奥村に好意を抱いていることに全く気付いておらず、彼女等のやり取りを仲が良い友達の交流だと思っている。
主要人物の中では衣装や造形物の作成能力が高い方で、リリサとともに衣装づくりの主力となっている。そのことを評価する虎次郎からは、ノノアの方が年下であるにもかかわらず、「棟梁」と呼ばれ、敬語で話しかけられている。
喜咲アリア（きさき アリア）
声 - 渡部紗弓
奥村と別の学校に通う女子。初登場時は高校2年生。駆け出しのコスプレイヤー。
父親は漫画家のキサキヨウ。両親の離婚により行方知れずとなった父に、今でも彼の作品が好きだと伝えるためにコスプレで有名になろうとするも、コスプレ・漫画・アニメへの知識には疎い。スタジオでリリサとノノアが併せ撮影中に強引に顔を出したことを機に彼女らとコスプレで意気投合し親交を深めるようになり、そしていつの間にか放課後は乃愛とともに校外生ながら頻繁に漫研の部室に出入りするようになる。コスプレ・漫画・アニメの知識については奥村らからレクチャーを受けたことで造詣を深めるようになり、いわゆる「オタクに優しいギャル」となった。
初参加の夏コミでは、父の漫画『ヴァルキリー戦線』のメリアに扮した。SNSで拡散されたその画像を見た父が、若い頃の元妻にそっくりな姿に衝撃を受け、「娘かもしれない」と思い仕事そっちのけで会場に駆け付けたことで、10年ぶりに再会することができた。その後は父の職場にも顔を出すようになった。
自身の夢の事や父親との事で支えとなってくれた奥村に対して徐々に好意を抱くようになり、それとなくアプローチをするようになる。
母子家庭であり仕事で忙しい母親に代わって料理を作ることが多いため料理は得意。コスプレ作成に関してはリリサよりはレベルが低く、もっぱら応援・サポートで手助けしていたが、のちに裁縫のレベルは上達する。
安部まりな（あべ まりな）
奥村と同じ学校に通う、彼の一学年上の女子生徒で、副生徒会長を務める。初登場時は高校3年生。奥村の幼馴染であり、第1話で述べられていた「女子に告白した結果、変な噂を流された」相手でもある。
漫研部に文化祭企画書を受け取りに行く翠理に同行し、主要人物たちと出会う。その際、奥村と数年ぶりの再会を果たす。
誰にでも分け隔てなく接する優しい振る舞いから、校内で「聖母」と呼ばれ親しまれる。奥村とは「まり姉」「まーくん」と呼び合う。実は奥村たちに負けず劣らずのオタクであるが、教育ママである母親の期待に応えるべく、ずっとその趣味を隠してきた。だが奥村から、誰にでも手を差し伸べるその優しさは本物だと諭され、本当の自分を周囲や母親にさらけ出すことを決意する。高校を卒業した後も、OG特別顧問として部に出入りしている。
既存の漫研部員や生徒会の面々の中で最も絵がうまく、デザインセンスも高い。カップリング（異性・同性は問わない）が好きで、特に漫研の女子メンバー同士の仲が良い光景を見ると、目が百合になる。
華翼貴（はな つばき）
奥村やリリサらが1学年進級したと同時に、同じ高校に入学してきた、リリサの一学年下の女子生徒。初登場時は高校1年生。同時に新設された特進クラスに在籍しているため、リリサや美花莉らとは異なり特進クラス用の制服を着用している。脱サラしてIT企業を立ち上げて成功した父と、父の開発したアプリの海外展開に携わった外国人の母との間に生まれた、ハーフのお嬢様。
豊富な資産を持つ両親による、好きなことを何でもして良いという教育方針のもと、スポーツを始め漫画・アニメ鑑賞も含めて様々なことをしてきたものの、心から好きと思えるものに出会えなかった。しかし、偶然に漫研の部室でリリエル愛を叫ぶ奥村の姿を見て、本当に好きなものに出会えるかもしれないと思い、漫研に入部する。
振る舞いは一見まともだが、慇懃無礼な性格。好きなものを知ることは人生を豊かにするためと考えており、また物事を生産性や利点などで評価するきらいがある。感情が高ぶるとお嬢様言葉になる。
どんな技術も高いレベルで学習でき、新1年生ながらコスプレ作成の主力の一人である。

### 奥村と同じ学校の関係者
羽生まゆり（はにゅう まゆり） / まゆら
声 - M・A・O
コスプレイヤーの女性。四天王のひとり。リリサが高校に入学したのと同じく新卒で春から奥村たちの高校へ赴任した教師で、22歳。担当科目は家庭科。巨乳だが周りは（巨乳以上、という意味合いで）「魔乳」と呼んでいる。
主に格闘ゲームのキャラクターであるラスタロッテに扮し、コスプレのほか即売会のイベントではエロい衣装の自作ROMを売り捌いていた。中学時代のリリサとはイベント会場で会っているほか、教育実習で行った中学校がリリサが通っていた学校であり、以前よりリリサとは何かと縁があった。
大学は奨学金で通ったこともあり、学生時代には四天王と呼ばれながらもその奨学金返済のため、誰にも告げずコスプレをひっそりと辞めて教師の道を選んだことを負い目に感じている。エロいROMも出していた元有名コスプレイヤーであったことが公になって教師を続けられなくなる（奨学金の返済が困難になる）ことへのリスクを恐れ、過去を隠して教師になったことから公の場で過去に触れられることは極端に嫌う。特に自身のROMを持っていた奥村に対しては"圧"を掛けてまで口止めしている。
奥村から顧問の就任を依頼されるも当初は断ったが、奥村には実はまゆらの正体だったと気づかれたこと、漫研でありながらコスプレを行っていること、リリサがいたこともあり、最終的には漫研顧問を引き受けた。その後は漫研顧問として学校への部活動レポートを提出したり、リリサのために1度だけコスプレイヤーとして復帰したり、コスプレについて様々な面で指導・アドバイスしたり、合宿に引率責任者として同行したり、さらには漫研部室で奥村らと格ゲーに耽ったり（格ゲーの腕前も相当なもの）、と漫研顧問として教え子の力になっている。
リリサらのコスプレ姿に萌えたり鼻血を出したりするなど百合っ気がある。
瀧翠理（たき みどり）
声 - 真野あゆみ
奥村たちが通う高校の生徒会長を務める女子生徒。奥村と同学年で、初登場時は高校2年生。
漫研が部の要件を満たしていないため、生徒会長としての立場から同好会への格下げを申し渡すとともに、部としての再昇格に必要な要件を教えるなど陰ながら応援する。漫研が部として存続できることになった際には、奥村が部室にある同人誌を焼却処分する場にて、彼に合わせて手を合わせ、漫画やアニメ、コスプレの楽しさはわからないながらも、彼らがそれらを大切に思っていることを理解した。後に、文化祭で奥村らに協力を仰ぎコスプレを経験したことでその楽しさに目覚め、漫研の部室で再度のコスプレを楽しんだ。3年への進級に伴い、奥村と同じクラス、なおかつ彼の隣の席となる。
真面目だが融通が利かないわけではなく、「生徒会長は生徒全員の味方」というポリシーを持っており、誰に対しても誠実に接するその人柄から、漫研からは女神や聖人かのように全幅の信頼を置かれている。運動能力も高く、体育祭での文化部同士によるリレー対決では、生徒会アンカーとして奥村を引き離して優勝している。アニメや漫画には疎いと思われていたが、奥村とのやり取りで、それなりに嗜んでいることをうかがわせている。
当初、劇中で名前は登場しておらず、2021年2月の人気投票企画の結果発表に伴って公表され、後に本編でも登場した。
龍造寺虎治郎（りゅうぞうじ とらじろう）
奥村たちが通う高校の生徒会書記の男子生徒。奥村と同学年で、初登場時は高校2年生。奥村の級友。
奥村とは中学1年のころからの付き合い。生真面目で、翠理とまりなをアイドル視する生徒会メンバーを諌める役を担う。奥村からは「トラジ」と呼ばれる。
藤田（ふじた）
奥村たちが通う高校の風紀委員長。
生徒会執行部が文化祭でコスプレカフェを出店すると聞いた時には「風紀を乱す」として抗議する。
校長
声 - 前田弘喜
奥村たちが通う高校の校長。頭頂部が禿げ上がった小柄な男性。
美花莉が初登校した日に、校内を案内した。その後、コススト編で、漫研の活動内容を審査する際にも登場。イベントでの活動を提示され、これを公表することによってリリサたちが不要な被害（心ない生徒による個人情報の拡散やいじめなど）が起こる懸念を示し、「レポートは受理し、部としての活動は認めるが、公表はしない」という判断を下す。
風祭慎太郎
声 - 堀総士郎
奥村たちが通う高校の英語教師。筋骨隆々とした体格のいい男性だが、オネエ言葉で話す。漫研の顧問を探していた奥村に、まだどこの顧問にもなっていないまゆりを紹介する。同じくオネエの盛親とは飲み仲間でもある。

### コスプレイヤーとカメラマン

#### コスプレ四天王
まゆら

和（なごみ） / 753（なごみ）
声 - 山根綺
企業案件をこなすプロの女性コスプレイヤー。コスプレイヤー四天王のひとり。
元は好きでコスプレを始め、どんな素人レイヤーも受け入れるスタンスだった。インターネット上で「仕事でコスプレをしているなんてキャラ愛がない」などと中傷され、キャラ愛ゆえにコスプレをするレイヤーに対して敵愾心を抱くようになる。横須賀コスストを経てリリサと和解して以降、時折アドバイスをおくる。
素の姿では、まゆらの復活を待っている、という意思表示も込めてロングの髪を左右異なる色に染めた派手な風貌をしている。企業案件が活動の主軸であるためメインでやっているキャラはないが、乙女ゲーム『ドストライク☆プリンス』の（不人気）キャラクターであるカイが大好きで、ショップでグッズを大人買いしたり、スマホゲームで大量に課金したり、さらにはカイに似ている奥村が気になっている。
淡雪エリカ（あわゆき エリカ）
コスプレ四天王のひとり。その正体は、元コスプレイヤーで衣装制作・撮影担当のエリカと、現役コスプレイヤーの雪の2人組であり、二人一組として活動している。
衣装と身体づくりに1年の歳月をかけるため、基本的にイベント参加は夏コミのみ。人気やROM売上のためではなく芸術としてコスプレを極めており、特にレイヤーの雪は「この世で最も2次元に近い女」と称されている。
生地絵理華（きじ えりか） / エリカ
声 - 茅野愛衣
15年前にグラビアモデル並みのボディとハイクオリティな衣装とROMで「現代コスプレの祖」と称賛された元コスプレイヤー。現在は家業である生地屋「生地彩館」を手伝う傍ら、コスプレや芸能関係の会社を経営している才媛。
いつまでもコスプレイヤーを続けるつもりでいたが、月日を重ねるごとに理想の体型を維持することが困難になり、「体をすげかえる（自分以外の人間をコスプレさせる）ことで、永遠にコスプレができる」という考えに至る。そして、たまたま母校の大学に訪れたところ、後輩となるユキに出会い、彼女とタッグを組んだところ、大成功を収めた。その後、偶然に実家の生地屋に生地を買いに来たリリサに縁を感じ、まゆらを通じて、彼女と再会する。
リリサ並みに食べることが大好き。年齢は不明だが、まゆらから「エリカさんじゅうななさい」と言われている。
山野辺由紀（やまのべ ゆき） / 雪（ユキ）
ストイックなまでに体を鍛え上げたコスプレイヤー。
大学2年生の時にエリカと出会い、意気投合。彼女と組んで「淡雪エリカ」のコスプレイヤー役として活躍し、四天王の一角に上り詰める。エリカとともにリリサたちの相談に乗るが、同時にコスプレイヤーを引退するつもりであることを明かし、リリサに自分の後継者（＝エリカのパートナー）になることを持ちかける。元は日本画専攻の美大生で、思うような評価を得られずにいた。コスプレイヤーとして大成したことで望んでいた「他人からの評価」は得られたが、それは他人の価値観に依存することであり、リリサに対して「自分のようになるな」と戒める。一方で、リリサたちのようなコスプレイヤーが生まれることこそが自分たちの夢であることを思い出し、コスプレイヤーを続けることを選ぶ。
星野（ほしの） / 星月夜姫（ほしづき よき）
SNSをフル活用して活動する女性コスプレイヤー。コスプレイヤー四天王のひとり。普段は一般企業に勤務する会社員である。
承認欲求が強く、他者にちやほやされたいため、主に流行りの作品のコスプレをする。我が強く、口も悪いため友人は少ないが、753とは友達がいないぼっち同士、交わす言葉は穏当ではないものの仲が良い。
素の姿では、腰まで届くロングヘアにそばかすだらけの頬、丸眼鏡をかけた三白眼にギザギザの歯と、とてもインパクトのある顔をしている。作中で死んでしまうキャラクターばかりを好きになる傾向があり、喪に服すためプライベートでも黒いスーツを着ている。冬コミ編ではアプリゲーム『マジョ娘』のエリーゼ・フォン・ヴァルプルギスで参戦（エリーゼも作中で死亡している）。

#### 5人の新星レイヤー
リリサ、NONOAは#主要人物を参照。
レモン＆ライム
声 - 富田美憂（レモン）、小原好美（ライム）
双子の姉・レモンと弟・ライムの2人組のコスプレイヤー。新星レイヤーの2位と3位。
自身らと同じ双子のキャラクターを特に好む。衣装はオーダーメイドで制作し、制作方法は異なるもののリリサと同様に原作再現に拘る。
性別は異なるが一卵性双生児かと見まごうほどにそっくり。なおかつ両親もそっくりで、4人揃うと同じ人物が4人いるかのように見える。
ライムは男性であるため、更衣室で奥村に着替えを手伝ってもらうこともある。そのため、奥村とは知り合い以上友人未満のような関係。
古見門 あおい（こみかど あおい） / 弧帝 ルルナ（こみかど るるな）
5人の新星レイヤーの1位に数えられる新人レイヤー。
とある小規模なコスプレイベントにて、Vtuberの「彩羽ティコ」のコスプレをし、カメラおじさんに見出された。イベント参加も難しい地方に住んでおり、コスプレや撮影のセオリーも知らないが、衣装もメイクもポージングも天性のものを持っている。
リリサたちとは、2年目の夏コミですれ違った程度。

#### その他の人物
Magino（マギノ）
声 - 貫井柚佳
主にフォロッソというキャラクターに扮する女性コスプレイヤー。
奥村とリリサが初めてROMを出したイベントで、隣のスペースになって以来、二人にアドバイスを送るようになる。カメラマンのオギノとコンビを組むが、あくまでレイヤーとカメラマンの関係。
オギノ
声 - 杉田智和
カメラマンの男性。マギノとコンビを組んでROMを出す。奥村にコスプレ撮影の基礎を教えるようになる。
エリ
声 - 長谷川育美
女性コスプレイヤー。まゆらのコスプレ仲間。まゆらとは高校の同級生で、同じクラスながら接点はなかったが、エリにとってその容姿は何となく気になる存在であった。ある日の放課後、書店で同じコスプレ雑誌を同時に手にしようとしたところから接点が生まれる。コスプレでまゆらと意気投合し、格ゲーでも良き仲間となるなど、まゆらは本当の意味で友人と思える存在になったが、同時にまゆらに対して恋愛感情を抱くようにもなる。大学を卒業した現在は一般企業に勤める会社員だが、社会人となってからもまゆらの家に泊まりにくることもしばしばで、時にまゆらとともに漫研の合宿に引率という立場で参加することもある。主にエルフのキャラクターであるエルフェンに扮する。
盛親（もりちか） / チカ
声 - 興津和幸
まゆらの元コスプレ仲間。撮影スタジオの経営者。苗字は不明。
スタジオは趣味で営んでおり、レイヤーからの希望があれば撮影も承る。オネエであり、本名ではなく「チカちゃん」と呼ばれたがる。
小雨（シャオユー）
声 - 久保ユリカ
夏コミ4日目に奥村とリリサが出会った、海外から来たコスプレイヤー。リリエルのコスプレをしている。
奥村とリリサの二人をカップルと勘違いしている。また、再度コミケで会おうという二人に、祖国の情勢から次を約束できないと吐露するも、自分の分もリリサに頑張ってほしいとエールを送る。

### 漫画家
高松 良
『アシュフォード戦記』の作者。劇中未登場。アシスタントからは「老師」と呼ばれる。
キサキヨウ / 日枯陽一（ひがらし よういち）
声 - 諏訪部順一
アリアの父。『ヴァルキリー戦線』・『リリエル外伝』の作者。本名不詳。
連載前に高松のアシスタントをしていた。その経験が影響してか「キサキ」名義での初連載『ヴァル戦』は『アッシュ戦記』のパクリと批判されて短期で打ち切られた。現在は元アシスタントの縁で、『アッシュ戦記』のスピンオフ作品『リリエル外伝』を「日枯」名義で連載する。しかし自身のアシスタントらからは元PNより「キサキ」の名で呼ばれる。アシスタントは4人雇っているほか、元妻へ養育費を多めに払っていることから、現在も収入は多い模様。漫画の制作は甚平姿でペンとインクで原稿用紙に直接描くアナログ作業のため、作業中は手が汚れている。娘を探して夏コミの会場に現れた時も手が汚れたままであったことから、その姿を見かけた奥村が一目見て漫画家ではないかと感づいたことで、結果的に娘と再会することができた。
『ヴァル戦』への酷評と打ち切りで自信を失ったことが、妻との離婚に繋がる。連載中には奥村からのファンレターに「こんな漫画を好きになるのはやめなさい」と返信し、『ヴァル戦』が好きだと言う娘にも目の前で単行本を床に叩き付けた。現在も、元妻や娘に対して相応しく振舞えなかったことを反省するが、『リリエル外伝』に対するファンレターを読まずに高松へ転送し、自身への評価を（賛否問わず）拒否する。だが夏コミでの件で考えを改め、検討していた『リリエル外伝』の連載終了を翻意、元妻とも仲直りする。

### 主要人物の家族
奥村の母
本編未登場（奥村の回想にのみ登場）。
奥村に対して愛情を注ぐような言動を繰り返していたが、彼が8歳のころに失踪し、彼が女性不信となるきっかけの一つを作った。失踪理由は不明だが、夫（奥村の父親）の案に猛反対して奥村の名前を「正宗」にしたり、日中は幼い奥村を放って出かけていた（しかもそのことを他言しないよう、奥村に言いつけていた）ことから、不倫が原因と周囲は推察する。
奥村の姉
本編未登場（奥村の回想にのみ登場）。奥村に対して厳しく当たっており、彼が女性不信となるきっかけの一つとなった。クリスマス・イヴは帰宅するなと言うなどあった。
奥村の父
本編未登場（奥村の回想にのみ登場）。奥村をそのまま成長させたような男性。妻（奥村の母）が家を出ていったときに幼い奥村から「どうしてお母さんは出ていったの？」と問われるも「わからない。父さんには、母さんの気持ちがわからない」としか答えられず、娘（奥村の姉）からは「そんなんだから母さんに逃げられるんだ」となじられた。
天乃くるみ
声 - 石井未紗
リリサの母。リリサのオタク趣味を知っているが、「美少女キャラクターが好きなんておかしい」と認めていない。頭に血が上ると止められない性格で、将来を案じてコスプレで生計を立てることにも反対して説教してしまった。
過去に「みるく」というレイヤー名で、エリカと同時期に活動していた“伝説のコスプレイヤー”。リリサを身ごもったことを機に引退・結婚した。娘と同じでエロい衣装が好きだったが、引退とともにそんな趣味を持っていることはおかしいと思うようになり、リリサがオタクになったことも批判するようになった。だが、リリサの作っていた衣装を発見したことを機に、リリサが出演する文化祭のコスプレ撮影会を観覧。自分の考えが誤っていたことを悟り、娘の夢を応援することにした。なお、文化祭に訪れた際に、エリカとも再会した。
リリサの父 / カメラおじさん
本名不詳。眼鏡をかけた背の低い、太めの男性。電機メーカーの社員。自身を「（娘と同じ）趣味人間」と言い、コスプレ屋さんのことで娘を説教する妻との間に入ってリリサをフォローしようとするが、沸点に達した妻を止められなかった。
若い頃からコスプレ界隈のカメコとして活動し、それがきっかけで妻・くるみと知り合い、結婚した。プロポーズで「僕のレンズには君以外写らない」と言ってしまったがために表向きはカメコを引退したことになっているが、家族には内緒で活動を続けており、「カメラおじさん」の名前でブログを運営している。「カメラおじさん」は正体不明ながらコスプレ界隈では有名な伝説的カメラマンとしてその存在が知られており、彼に認められたレイヤーは絶対に有名になるとされる。またコスプレ四天王も無名のころに発掘しており、作中ではブログ上で「次に来る! 5人の新星レイヤー!!」を発表している一方で、肝心なリリサが「あの」リリエルだとは気づいていなかった（本人曰く「〈中の人の正体が分かるのは〉753だけの特殊能力」）。リリサがくるみに自分の夢を認めさせるため文化祭で撮影会をすることとなったため、「一生に一度のお願い」を使って妻を連れて文化祭に訪れる。その際、エリカと再会したために自身がカメラおじさんだと妻子にバレてしまった。
ルナ
天乃家で飼っている犬。時々心情が描写されており、リリサのことを想っていることがわかる。モデルは作者が飼っていた犬。
美花莉の家族
両親ともに健在。美花莉曰く普通のサラリーマンだが、不動産運用で資産を築いた。美花莉には愛情を注いでいる。父親は長身のイケメン。母親は病弱で、ボブヘアーで眼鏡をかけており、一見してリリサに似ているため、奥村も当初リリサの母親だと勘違いしたが、笑顔は美花莉にそっくり。
乃愛の母
声 - 佐藤はな
勉強せずにオタク趣味に没頭する乃愛に対し、趣味をやめるようきつく叱ったことがあり、それが乃愛のトラウマになっている。一方で、小食の彼女が唯一好きなオムライスをお弁当で持たせるなど、生活面ではちゃんと娘を育てている。2度目の文化祭編にて、夫とともにコスプレ撮影会を観覧。ノキエルに扮した娘を見て、「いつもよりシャキっとしてていいわね」と感想を述べた。
アリアの父
#漫画家のキサキヨウを参照。
アリアの母
声 - 甲斐田裕子
陽一とは高校のクラスメイトで、当時は今のアリアのようなギャルだった。教室で内職（漫画制作）をしていた陽一を見かけて声を掛けてから接点ができ、のち結婚。アリアを儲けたが、彼が『ヴァル戦』の打ち切りによって心身ともにボロボロになっていたのを見て、生活のこともあって、アリアが幼い頃に離婚した。離婚してからは、陽一からの養育費を受け取りつつ、女手一つでアリアを育てた。現在は百貨店の販売員をしているため、年末年始などの繁忙期は帰宅が遅くなることが多く、食事は娘に任せていることが多い。
離婚したのは一緒に生活することが難しいと感じただけで、陽一のことが嫌いになったわけではなかったが、敢えて連絡を取っていなかったためお互い音信不通の状態が続いた。夏コミでアリアが父と再会したことで自身も久々に陽一と再会し、それからは度々一緒に出掛けるようになった。
まりなの両親
奥村が幼いころに近所に住んでいたため、彼とは顔見知り。
二人ともまりなの趣味を知らず、文化祭のステージで初めて知った。母親はいわゆる教育ママであり、アニメや漫画といったものに理解を示さないタイプの人間で、「コスプレをするのは娘から自分への復讐」とも考えたが、父親は「まりなはそんな子ではない」と諭した。
翼貴の家族
脱サラして起業したソフトウェア関連の社長である日本人の父と、その取引相手だった外国人の母がいる。国際的な感性のもと、翼貴には「好きなことで生きていけ」という教育方針で接していたが、親が干渉できない周囲の環境で悩む娘を助けることができなかった。その後、漫研に入って悩みを解消した娘の姿を見て安心する。

## 用語
コスプレ四天王
劇中で有名な、4人の女性コスプレイヤーの総称。まゆら（引退済み）、753、淡雪エリカ、星月夜姫の4人。
5人の新星レイヤー
カメラおじさんが「次に来る! 5人の新星レイヤー!!」と題してブログ上で発表している新米コスプレイヤーのランキング。5位はリリサ、4位はノノア、2位および3位はレモン＆ライム。

### 作中作
アシュフォード戦記
高松による漫画作品。劇中の元『週刊少年ジャンプ（WJ）』連載作品。勇者アシュフォード（アッシュ）がリリエルと共に、世界支配を企てる魔王軍と戦う王道漫画。『アッシュ戦記』とも呼称される。
原作自体は古く、奥村が小学生のころに完結した。作中でリリエルはアッシュをかばい、戦死する。リリエルの親友の悪魔ミリエラや、リリエルの仲間ノキエルが登場する。
リリエル外伝
日枯陽一（アリアの父親）による漫画作品。主人公リリエルが、天使としてアッシュのもとへ帰ってくるまでの、天界での試練を描く『アッシュ戦記』のスピンオフ。
『アッシュ戦記』完結後に始まり、現在も連載中。スピンオフながらアニメ化もされた。こちらではリリエル、ミリエラ、ノキエルと外伝オリジナルキャラクターのアリエルによって「天使空挺隊」と呼ばれる集団が組織されている。他に、バキエル、マリエル、ナミエル、ヨキエルなどがいる。
吸血鬼ハンター
格闘ゲーム。シリーズ化されており、最新作は『5』。
まゆらが好んでコスプレしているラスタロッテを始め、エルフェン、ラスタロッテのライバル・シャルルロッテ、魔王デミグラス、シスターワック、ブルスタイン、ラスタロッテの妹・リリンロッテなどが登場する。
ヴァルキリー戦線
キサキヨウ（アリアの父親）による漫画作品。劇中の元『WJ』連載作品。略称は『ヴァル戦』。
『アッシュ戦記』のパクリなどと批判され、劇中時間の約10年前に約10話で打ち切られた。奥村はこの漫画のファンで、連載当時にファンレターを送った。
ヒロインとして、メリアが登場する。
マジョ娘
アニメにも展開した人気アプリゲーム。賢者の石に相応しい最強のマジョ（魔力女子）を決めるため、世界中のマジョが一堂に集結して戦い合うというストーリー。マジョたちがトーナメント形式で戦うことから、それに由来したAグループ、Bグループというキャラクターの組み合わせが存在する。
名前の登場しているキャラクターとして、ミクラノミタマ（通称タマちゃん）、オリビア・アルデバラン、ワン・ランラン、ライラ＝ネフェルティティ、エヴァ、エリーゼ・フォン・ヴァルプルギスらトーナメントのAグループ、マジョリーナ・マジョルーナ（通称マジョマジョ）、ヤコブ＆ヴィル・グリムきょうだいがいる。

## 書誌情報
- 橋本悠 『2.5次元の誘惑』 集英社〈ジャンプ・コミックス+〉、既刊23巻（2025年5月2日現在）
  1. 2019年10月4日発売[2][書 1]、ISBN 978-4-08-882129-0
  2. 2020年1月4日発売[書 2]、ISBN 978-4-08-882182-5
  3. 2020年2月4日発売[書 3]、ISBN 978-4-08-882207-5
  4. 2020年5月13日発売[書 4]、ISBN 978-4-08-882337-9
  5. 2020年7月3日発売[書 5]、ISBN 978-4-08-882355-3
  6. 2020年9月4日発売[書 6]、ISBN 978-4-08-882464-2
  7. 2020年12月4日発売[書 7]、ISBN 978-4-08-882565-6
  8. 2021年2月4日発売[書 8]、ISBN 978-4-08-882635-6
  9. 2021年4月2日発売[書 9]、ISBN 978-4-08-882664-6
  10. 2021年7月2日発売[書 10]、ISBN 978-4-08-882754-4
  11. 2021年10月4日発売[書 11]、ISBN 978-4-08-882838-1
  12. 2021年12月3日発売[書 12]、ISBN 978-4-08-882899-2
  13. 2022年3月4日発売[書 13]、ISBN 978-4-08-883070-4
  14. 2022年7月4日発売[書 14]、ISBN 978-4-08-883166-4
  15. 2022年10月4日発売[書 15]、ISBN 978-4-08-883286-9
  16. 2023年1月4日発売[書 16]、ISBN 978-4-08-883392-7
  17. 2023年5月2日発売[書 17]、ISBN 978-4-08-883520-4
  18. 2023年9月4日発売[書 18]、ISBN 978-4-08-883683-6
  19. 2024年1月4日発売[書 19]、ISBN 978-4-08-883866-3
  20. 2024年7月4日発売[書 20]、ISBN 978-4-08-884071-0
  21. 2024年10月4日発売[書 21]、ISBN 978-4-08-884222-6
  22. 2025年1月4日発売[書 22]、ISBN 978-4-08-884381-0
  23. 2025年5月2日発売[書 23]、ISBN 978-4-08-884547-0

## テレビアニメ
第1期は2024年7月から12月まで、TOKYO MXほかにて連続2クールで放送された。第2期の制作が決定している。

### スタッフ
- 原作 - 橋本悠[10]
- 監督 - 岡本英樹[10]
- シリーズ構成・脚本 - 吉岡たかを[10]
- キャラクターデザイン - 下谷智之[10]
- サブデザイン - 山崎正和[20]、LIRAN[20]
- 美術監督 - 備前光一郎[20]
- 色彩設計 - 須藤萌[20]
- 撮影監督 - 酒本悠資[20]
- 編集 - 山岸歩奈実[20]
- 音響監督 - 明田川仁[20]
- 音響制作 - マジックカプセル[20]
- 音楽 - 堤博明[10]
- 音楽制作 - ポニーキャニオン
- 音楽プロデューサー - 高畑裕一郎
- プロデューサー - 原直輝、竹内正彦、吉崎邦法、外川明宏、藤代敦士、上原由理絵
- アニメーション制作 - J.C.STAFF[10]
- 製作 - リリサ製作委員会

### 主題歌
第1期
「シャッターチャンス」
めいちゃんによる第1クールのオープニングテーマ。作詞はめいちゃんと田中秀典、作曲はめいちゃんとPRIMAGIC、編曲はPRIMAGIC。
「ツギハギの翼」
そらるによる第2クールのオープニングテーマ。作詞はそらる、作曲・編曲は白神真志朗。
「Watch Me」
天乃リリサ（前田佳織里）、橘美花莉（鬼頭明里）による第1クールのエンディングテーマ。作詞・作曲・編曲はLen。
「Release Sigh」
天乃リリサ（前田佳織里）、橘美花莉（鬼頭明里）、ノノア（鈴代紗弓）、喜咲アリア（渡部紗弓）による第2クールのエンディングテーマ。作詞・作曲・編曲は鈴木裕明（SUPA LOVE）。

### 各話リスト
| EPISODE 01 | 異次元の新入生         | 岡本英樹 | 海宝興蔵          | 都築裕佳子 山本雅章 小野和美 高澤美佳                                                                      | 山崎正和          | 2024年 7月5日 |
| EPISODE 02 | 併せの予感             | 岡本英樹 | 則座誠            | 山本雅章 都築裕佳子 清水博幸 スタジオギガ                                                                  | 山崎正和          | 7月12日       |
| EPISODE 03 | リリ×ミリ              | 殿勝秀樹 | 森田侑希          | 中弥幸一 水澤智可 松下純子 Kプロダクション                                                                 | 小野和美          | 7月19日       |
| EPISODE 04 | いざ初イベント！       | 鈴木行   | 鈴木洋平 則座誠   | 山本雅章 中山由美 金正男 小川浩司 清水博幸                                                                 | 山崎正和          | 7月26日       |
| EPISODE 05 | 初イベント終了!!       | 高田耕一 | 金子篤二          | TripleA 无锡市樱花卡通有限公司 拾月動画 但伊楊 大暴龙 LIRAN                                                | 小野和美          | 8月2日        |
| EPISODE 06 | 先輩の秘密特訓!?       | 永居慎平 | 海宝興蔵          | 橋詰力 田中愛美 高橋みか                                                                                   | 小野和美          | 8月9日        |
| EPISODE 07 | 顧問の先生が必要です   | 宮崎修治 | 宮崎修治          | 高橋みか 山本雅章 金正男 小川浩司                                                                          | 小野和美          | 8月16日       |
| EPISODE 08 | コスプレを愛してる？   | 鈴木行   | 海宝興蔵 藤原和々 | 都築裕佳子 山本雅章 中山由美 橋詰力 田中愛美                                                               | 山崎正和          | 8月23日       |
| EPISODE 09 | キミはリリエルじゃない | 永居慎平 | 森田侑希          | 中弥幸一 水澤智可 Kプロダクション                                                                          | 小野和美          | 8月30日       |
| EPISODE 10 | まゆら様VS753!!        | 殿勝秀樹 | 海宝興蔵          | TripleA 拾月動画 Lee se jong                                                                               | 山崎正和          | 9月6日        |
| EPISODE 11 | 魔法の鎧               | 永居慎平 | 海宝興蔵          | 山本雅章 谷川政輝 小川浩司 高橋みか 津畑春香 大山夏輝                                                      | 小野和美          | 9月13日       |
| EPISODE 12 | 5人の新星              | 永居慎平 | 則座誠            | 山本雅章 スタジオギガ                                                                                      | 小野和美          | 9月20日       |
| EPISODE 13 | 友達できるかな         | 宮崎修治 | 宮崎修治          | 中山由美 都築裕佳子 金正男 橋詰力 清水博幸                                                                 | 山崎正和          | 9月27日       |
| EPISODE 14 | あなたと一緒に         | 高田耕一 | 黒瀬大輔          | 山本雅章 谷川政輝 金正男 小川浩司 スタジオギガ                                                             | 小野和美          | 10月4日       |
| EPISODE 15 | 明日の私へ             | 高田耕一 | 森田侑希          | 中弥幸一 水澤智可 松下純子                                                                                 | 山崎正和          | 10月11日      |
| EPISODE 16 | 私のやり方             | 永居慎平 | 海宝興蔵          | 都築裕佳子 清水博幸 山本雅章                                                                               | 山崎正和          | 10月18日      |
| EPISODE 17 | 仲間になりたい         | 鈴木行   | 国崎友也          | Kien Myra 大暴龙 但伊楊 碧ひかる 劉相信 LIRAN TripleA 図靈動漫制作有限公司 无锡市樱花卡通有限公司 拾月動画 | 小野和美          | 10月25日      |
| EPISODE 18 | 運命                   | 小野学   | 泉しづか          | 橋詰力 山本雅章 谷川政輝                                                                                   | 山崎正和          | 11月1日       |
| EPISODE 19 | いざ夏コミですっ！     | 岡本英樹 | 藤原和々          | 金正男 小川浩司 本谷愛 中山由美                                                                            | 小野和美          | 11月8日       |
| EPISODE 20 | 友達と作る世界         | 高田耕一 | 黒瀬大輔          | 都築裕佳子 山本雅章 谷川政輝 スタジオギガ                                                                  | 山崎正和 小野和美 | 11月15日      |
| EPISODE 21 | 主人公の物語           | 永居慎平 | 則座誠            | 高橋みか 橋詰力 本谷愛                                                                                     | 小野和美          | 11月22日      |
| EPISODE 22 | この素敵な世界         | 殿勝秀樹 | 森田侑希          | 瑞木晶 孫仁義 松下純子                                                                                     | 小野和美          | 11月29日      |
| EPISODE 23 | 漫研 on the beach      | 高田耕一 | 白石道太          | TripleA 図靈動漫制作有限公司 拾月動画 无锡市樱花卡通有限公司 大暴龙 碧ひかる 但伊楊 劉相信                 | 小野和美 山崎正和 | 12月6日       |
| EPISODE 24 | 2.5次元のリリサ        | 岡本英樹 | 海宝興蔵          | 高橋みか 山本雅章 本谷愛 山下真子 金正男                                                                   | 山崎正和 下谷智之 | 12月13日      |

### 放送局
| 放送期間                     | 放送時間                     | 放送局       | 対象地域   | 備考                  |
| ---------------------------- | ---------------------------- | ------------ | ---------- | --------------------- |
| 2024年7月5日 - 12月13日      | 金曜 22:30 - 23:00           | TOKYO MX     | 東京都     |                       |
|                              | 金曜 23:00 - 23:30           | BS11         | 日本全域   | BS放送 / 『ANIME+』枠 |
| 2024年7月6日 - 12月14日      | 土曜 0:00 - 0:30（金曜深夜） | テレビ神奈川 | 神奈川県   |                       |
|                              | 土曜 0:30 - 1:00（金曜深夜） | テレビ埼玉   | 埼玉県     |                       |
|                              | 土曜 1:00 - 1:30（金曜深夜） | 千葉テレビ   | 千葉県     |                       |
|                              | 土曜 1:48 - 2:18（金曜深夜） | TVQ九州放送  | 福岡県     |                       |
|                              | 土曜 2:05 - 2:35（金曜深夜） | テレビ愛知   | 愛知県     |                       |
|                              | 土曜 2:53 - 3:23（金曜深夜） | 毎日放送     | 近畿広域圏 |                       |
| 2024年7月7日 - 12月15日      | 日曜 21:30 - 22:00           | AT-X         | 日本全域   | CS放送 / 字幕放送     |
| 2024年8月3日 - 2025年1月18日 | 土曜 22:00 - 22:30           | アニマックス | 日本全域   | BS/CS放送             |

| 配信開始日   | 配信時間           | 配信サイト | 備考                   |
| ------------ | ------------------ | --- | ---------------------- |
| 2024年7月5日 | 金曜 22:30 - 23:00 | ABEMA |                        |
|              | 金曜 22:30 更新    | ABEMA U-NEXT アニメ放題 | 地上波同時最速先行配信 |
| 2024年7月6日 | 土曜 10:30 更新    | アニメタイムズ auスマートパスプレミアム バンダイチャンネル dアニメストア DMM TV FOD Hulu J:COM STREAM 見放題 Lemino milplus Netflix Prime Video TELASA | 見放題配信             |
|              |                    | バンダイチャンネル Google TV YouTube HAPPY!動画 J:COM STREAM milplus ムービーフルPlus Prime Video Rakuten TV TELASA Video Market VIDEX                 | 都度課金配信           |

### Webラジオ
2024年7月7日より毎週日曜日に文化放送「超!A&G+」のラジオ番組「えなこの◯◯ラジオ」にてコラボコーナー「『TVアニメ2.5次元の誘惑』◯◯名場面」が放送されており、Youtubeの「TVアニメ『2.5次元の誘惑』公式チャンネル」にてコラボコーナーのみアーカイブとして2024年7月9日より毎週火曜日に配信されている。

### BD / DVD
| 巻 | 発売日         | 収録話          | 規格品番   | 規格品番   |
| 巻 | 発売日         | 収録話          | BD         | DVD        |
| -- | -------------- | --------------- | ---------- | ---------- |
| 1  | 2024年9月25日  | 第1話 - 第3話   | PCXP-51141 | PCBP-54881 |
| 2  | 2024年10月23日 | 第4話 - 第6話   | PCXP-51142 | PCBP-54882 |
| 3  | 2024年11月20日 | 第7話 - 第9話   | PCXP-51143 | PCBP-54883 |
| 4  | 2024年12月25日 | 第10話 - 第12話 | PCXP-51144 | PCBP-54884 |
| 5  | 2025年2月26日  | 第13話 - 第15話 | PCXP-51145 | PCBP-54885 |
| 6  | 2025年3月26日  | 第16話 - 第18話 | PCXP-51146 | PCBP-54886 |
| 7  | 2025年4月23日  | 第19話 - 第21話 | PCXP-51147 | PCBP-54887 |
| 8  | 2025年5月28日  | 第22話 - 第24話 | PCXP-51148 | PCBP-54888 |

### コラボレーション
ローソン
2024年7月23日からコラボグッズを販売している。
ドン・キホーテ
2024年10月12日からコラボグッズを販売している。
マリオンクレープ
2024年11月8日から24日にかけてコラボクレープを販売した。
スイーツパラダイス
東京・渋谷区『Animax Cafe+』にて2024年11月15日から12月18日にかけてコラボカフェが開催された。

## ゲーム
2.5次元の誘惑 天使たちのステージ
Aimingより2024年9月3日サービス開始のスマートフォン向けゲームアプリ。

### 書誌情報
1. ↑  “2.5次元の誘惑 1／橋本 悠”. 集英社コミック公式 S-MANGA.   集英社. 2020年8月13日閲覧。
2. ↑  “2.5次元の誘惑 2／橋本 悠”. 集英社コミック公式 S-MANGA.   集英社. 2020年8月13日閲覧。
3. ↑  “2.5次元の誘惑 3／橋本 悠”. 集英社コミック公式 S-MANGA.   集英社. 2020年8月13日閲覧。
4. ↑  “2.5次元の誘惑 4／橋本 悠”. 集英社コミック公式 S-MANGA.   集英社. 2020年8月13日閲覧。
5. ↑  “2.5次元の誘惑 5／橋本 悠”. 集英社コミック公式 S-MANGA.   集英社. 2020年8月13日閲覧。
6. ↑  “2.5次元の誘惑 6／橋本 悠”. 集英社コミック公式 S-MANGA.   集英社. 2020年9月4日閲覧。
7. ↑  “2.5次元の誘惑 7／橋本 悠”. 集英社コミック公式 S-MANGA.   集英社. 2020年12月4日閲覧。
8. ↑  “2.5次元の誘惑 8／橋本 悠”. 集英社コミック公式 S-MANGA.   集英社. 2021年2月4日閲覧。
9. ↑  “2.5次元の誘惑 9／橋本 悠”. 集英社コミック公式 S-MANGA.   集英社. 2021年4月2日閲覧。
10. ↑  “2.5次元の誘惑 10／橋本 悠”. 集英社コミック公式 S-MANGA.   集英社. 2021年7月2日閲覧。
11. ↑  “2.5次元の誘惑 11／橋本 悠”. 集英社コミック公式 S-MANGA.   集英社. 2021年10月4日閲覧。
12. ↑  “2.5次元の誘惑 12／橋本 悠”. 集英社コミック公式 S-MANGA.   集英社. 2021年12月3日閲覧。
13. ↑  “2.5次元の誘惑 13／橋本 悠”. 集英社コミック公式 S-MANGA.   集英社. 2022年3月4日閲覧。
14. ↑  “2.5次元の誘惑 14／橋本 悠”. 集英社コミック公式 S-MANGA.   集英社. 2022年7月24日閲覧。
15. ↑  “2.5次元の誘惑 15／橋本 悠”. 集英社コミック公式 S-MANGA.   集英社. 2022年10月4日閲覧。
16. ↑  “2.5次元の誘惑 16／橋本 悠”. 集英社コミック公式 S-MANGA.   集英社. 2023年1月4日閲覧。
17. ↑  “2.5次元の誘惑 17／橋本 悠”. 集英社コミック公式 S-MANGA.   集英社. 2023年5月2日閲覧。
18. ↑  “2.5次元の誘惑 18／橋本 悠”. 集英社コミック公式 S-MANGA.   集英社. 2023年9月4日閲覧。
19. ↑  “2.5次元の誘惑 19／橋本 悠”. 集英社コミック公式 S-MANGA.   集英社. 2024年1月4日閲覧。
20. ↑  “2.5次元の誘惑 20／橋本 悠”. 集英社コミック公式 S-MANGA.   集英社. 2024年7月4日閲覧。
21. ↑  “2.5次元の誘惑 21／橋本 悠”. 集英社コミック公式 S-MANGA.   集英社. 2024年10月4日閲覧。
22. ↑  “2.5次元の誘惑 22／橋本 悠”. 集英社コミック公式 S-MANGA.   集英社. 2025年1月4日閲覧。
23. ↑  “2.5次元の誘惑 23／橋本 悠”. 集英社コミック公式 S-MANGA.   集英社. 2025年5月2日閲覧。